# Parkolvon
Parkolvon (Viburnum lantana) är en växtart i olvonsläktet inom familjen desmeknoppsväxter.  